# Kilimanjaro
 Masivul Kilimanjaro (Kilima Njaro = "Muntele alb", respectiv "Muntele cu zăpadă") nume utilizat: Kilimanjaro, respectiv Muntele Kilimanjaro (din 1902 până în 1918  numit Kaiser-Wilhelm-Spitze), este un munte, un stratovulcan, situat în nord-estul  Tanzaniei.  Include vârful Uhuru Peak de 5.895 m, cel mai înalt vârf din Africa, urmat de muntele Kenya.  În anul 1987 a fost declarat monument al naturii sub protecția UNESCO. 

Kilimandjaro 3D

## Geografie
Așezarea geografică a masivului Kilimanjaro este la 340 km sud de ecuator, la granița dintre Tanzania  și  Kenya, fiind situat în nord-vest pe teritoriul Tanzaniei , la circa 500 km de capitala Tanzaniei, Dar es Salaam, 200 km de capitala Kenyei, Nairobi și 560 km de lacul Victoria.  Un platou înalt cu altitudinea între 750 și 1000 m înconjoară masivul muntos; înspre est sunt munții Pare (2.463 m) spre vest podișul Tanzaniei, la sud stepa populației masai, iar la aproximativ 70 de km se înalță Muntele Meru având 4.562,13 m.
În masivul Kilimanjaro se află cel mai înalt vârf al Africii, Uhuru Peak cu 5.895 m.  Masivul muntos pe locul doi ca înălțime, Batian, se află la o distanță de 325 km în Masivul Muntelui Kenya, urmat de Margherita Peak, situat la nord-vest de Kilimanjaro, la 898 km depărtare, în munții Ruwenzori.

## Parcul național Kilimanjaro
Înființat în anul 1973 și deschis în anul 1977 cuprinde pe teritoriul său Masivul Kilimanjaro și păduri ecuatoriale, vârfurile Kibo, Mawenzi și Shira.  Scopul parcului național, care are o suprafață de 756 km², este de a proteja muntele, flora și fauna din regiune.  Se găsește între Masivul Kilimandjaro și Lacul Victoria, însă mai apropiat de lac se află parcul național Serengeti având pe teritoriul său Ngorongoro-Krater și cu o floră și o faună deosebit de bogate.

## Peisaje

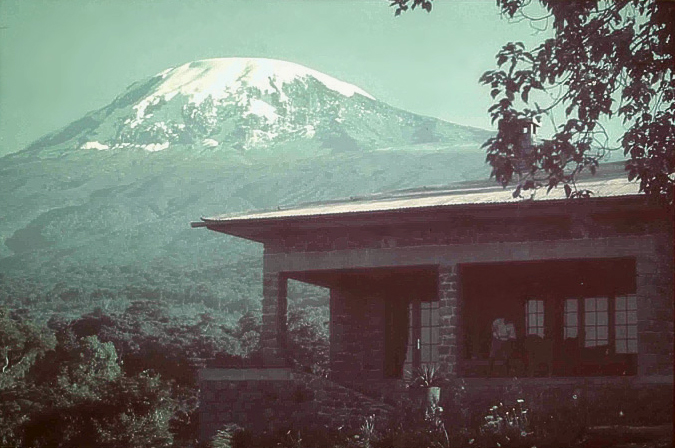
Masivul Kilimanjaro (1939) - Vedere spre vârful Kibo

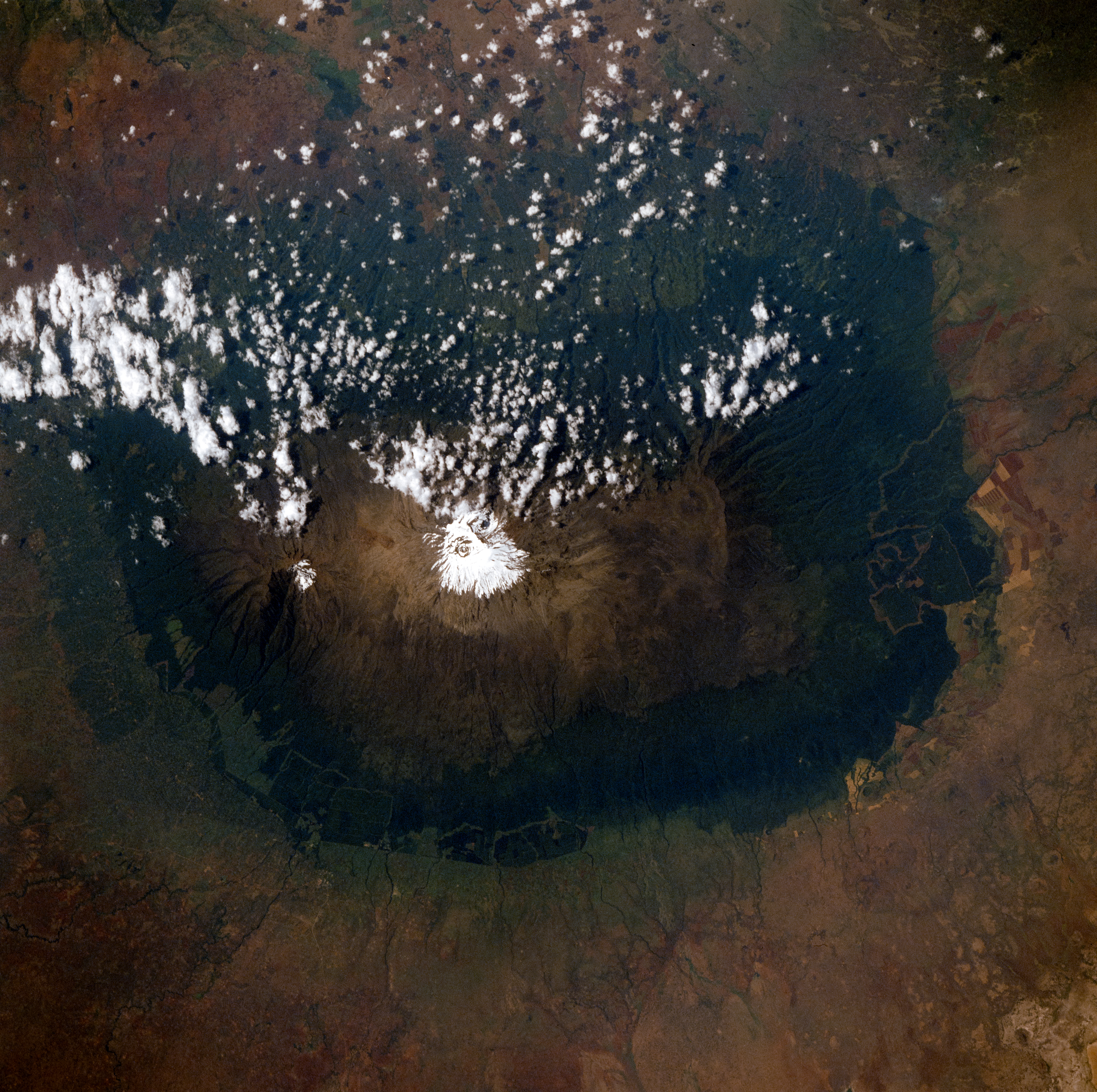
Imagine din satelit Kilimanjaro cu ghețar și zăpadă având în centru muntele Kibo

Cu toate că masivul muntos se află situat într-o regiune tropical-ecuatorială fierbinte, una din cele mai calde regiuni de pe glob, datorită altitudinii ridicate, pe vârful muntelui există zăpadă permanentă, respectiv un ghețar, care se găsește doar pe muntele Kibo.  Din păcate, aceste zone înghețate se micșorează continuu, fapt confirmat de observarea acestor zone prin imagini luate de către sateliți.  Motivele aparente sunt clima uscată, săracă în precipitații, și încălzirea globală.

## Geologie
Masivul muntos este de origine vulcanică, mai exact este un stratovulcan.  Date furnizate de specialiști în 2003 atestă că magma se găsește doar la circa 400 de m sub fundul solidificat al craterului din vârf.  Datorită poziționării anasamblului montan la limita de coliziune a plăcilor tectonice africane și a celei numită placa tectonică a Somaliei (placa de est), există o posibilitate permanentă de erupție vulcanică.  De asemenea, prin ciocnirea acestor două plăci, în urmă cu milioane de ani, s-a format Marele Rift al Africii, care ar putea deveni, conform unor estimări geologice, un nou ocean.
La marginea acestui gol, numit rift, magma urcă din adâncime creând forme de relief, așa cum sunt munți de încrețire și vulcani.  Kilimajaro se găsește în partea estică a acestei gropi.  Masivul Kilimajaro era încă un vulcan activ în urmă cu 2-3 milioane de ani.  Se presupune că o ultimă erupție puternică ar fi avut loc în urmă cu circa 300 000 de ani.  Ultima erupție a craterului central, Kibo, ar fi avut loc în anul 1700, făcând din acest stratovulcan un munte cu o activitate vulcanică redusă, care este manifestată prin prezența fumarolelor.

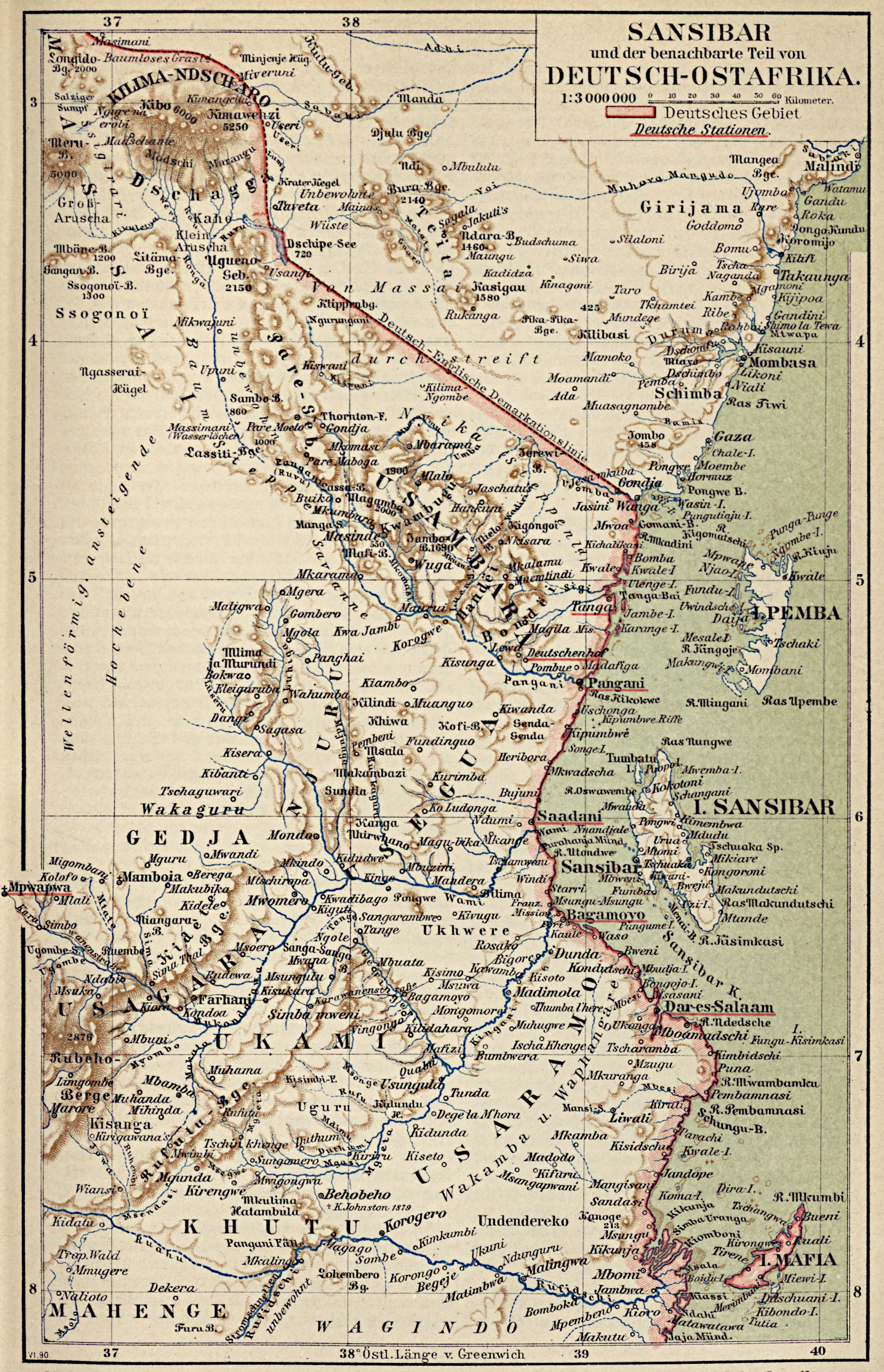
Hartă istorică (1890) Tanzania cu Kilimandjaro (partea de nord-vest)

## Descoperire
Învățatul grec Ptolemeu menționează în anul 100, un munte înalt din Africa acoperit cu zăpadă. Cu 1000 de ani mai târziu este din nou amintit muntele de navigatori chinezi.
Dintre europeni primul care amintește Masivul Kilimandjaro la data de 11 mai 1848 a fost un misionar german  Johannes Rebmann, el nefiind crezut de contemporanii săi.
În perioada 1885 - 1918 a fost colonie germană, fiind cel mai înalt munte din Germania.

## Escaladare
În anii  1861,  1862 eșuează încercările lui Karl Klaus von der Decken de a urca muntele, la fel eșuează și unii misionari.
Primului care-i reușește urcarea pe munte a fost geograful și cercetătorul din Leipzig
Hans Meyer împreună cu austriacul Ludwig Purtscheller, la data de  6 octombrie 1889.
Traseele mai lungi sunt mai bune pentru începători, deoarece petrecerea mai multor ore pe ascensiune asigură o mai ușoară aclimatizare.
Urcarea pe traseul Lemosho timp de 8 zile este considerată cea mai bună opțiune pentru începători, rata de succes fiind de aproape 95%.
Cele mai cunoscute cai de acces către vârf sunt traseele Marangu (5 zile) si Machame (6 zile).
Ruta Machame descrisă mai jos este considerata cea mai frumoasa cale de acces către vârf.
Ziua 1 – Se traversează pădurea tropicală între poarta Machame (2.500 m) și cabana Machame (3.000 m). Traseul durează aproximativ 5 ore.
Ziua 2 – Se iese din pădure, ajungând pe golul alpin al platoului Shira, unde se întâlnește o vegetație specială, remarcabile fiind  Lobel-iile și Senec-ile uriașe, sar și delicatele Impatiens Kilimanjari. Traseul până la tabăra Shira (3.500 m) durează circa 5 ore.
Ziua 3 – Traseul urcă trecând la aproximativ 4.000 m pe lângă o stâncă numită „turnul de lavă,” după care coboară din nou la aproximativ 3.500 m in frumoasa tabără Barranco (traseul durează 5-6 ore).
Ziua 4 – Se escaladează „peretele micului dejun,” singura zona care necesită puțină cățărare, după care se traversează valea Karanga și se urcă la tabăra Barafu (4.800 m), ultima oprire înainte de asaltul final. La această altitudine vegetația dispare complet, lăsând locul stâncilor și gheții.
Ziua 5 – Se pleacă foarte devreme (circa 0:00 – 2:00), urcându-se mai ușor pe pământul înghețat și, de asemenea, pentru a ajunge pe vârf înainte de a se ridica ceata din pădurea tropicală. Urcușul pe vârf, este un test de anduranță, în condițiile aerului rarefiat și a presiunii atmosferice scăzute. Ascensiunea durează circa 6 ore pe marginea craterului Kibo și încă aproximativ o oră până în punctul cel mai înalt din Africa: Uhuru Peak (5.895 m).
Coborârea către tabăra Barafu, deși durează circa 3 ore, va părea lejeră după efortul de la urcare. Se înnoptează în tabăra Mweka (3.000 m).
Ziua 6 – Coborâre către poarta Mweka și părăsirea Parcului National Kilimandjaro, după primirea certificatelor oficiale ce atestă performanța realizată.

## Râuri
Râurile mai importante, care se formează ulterior prin unirea pâraielor sunt: Pangani și Galana.

## Flora
- Salcâm
- Bambus-Păduri
- Ferigă
- Licheni

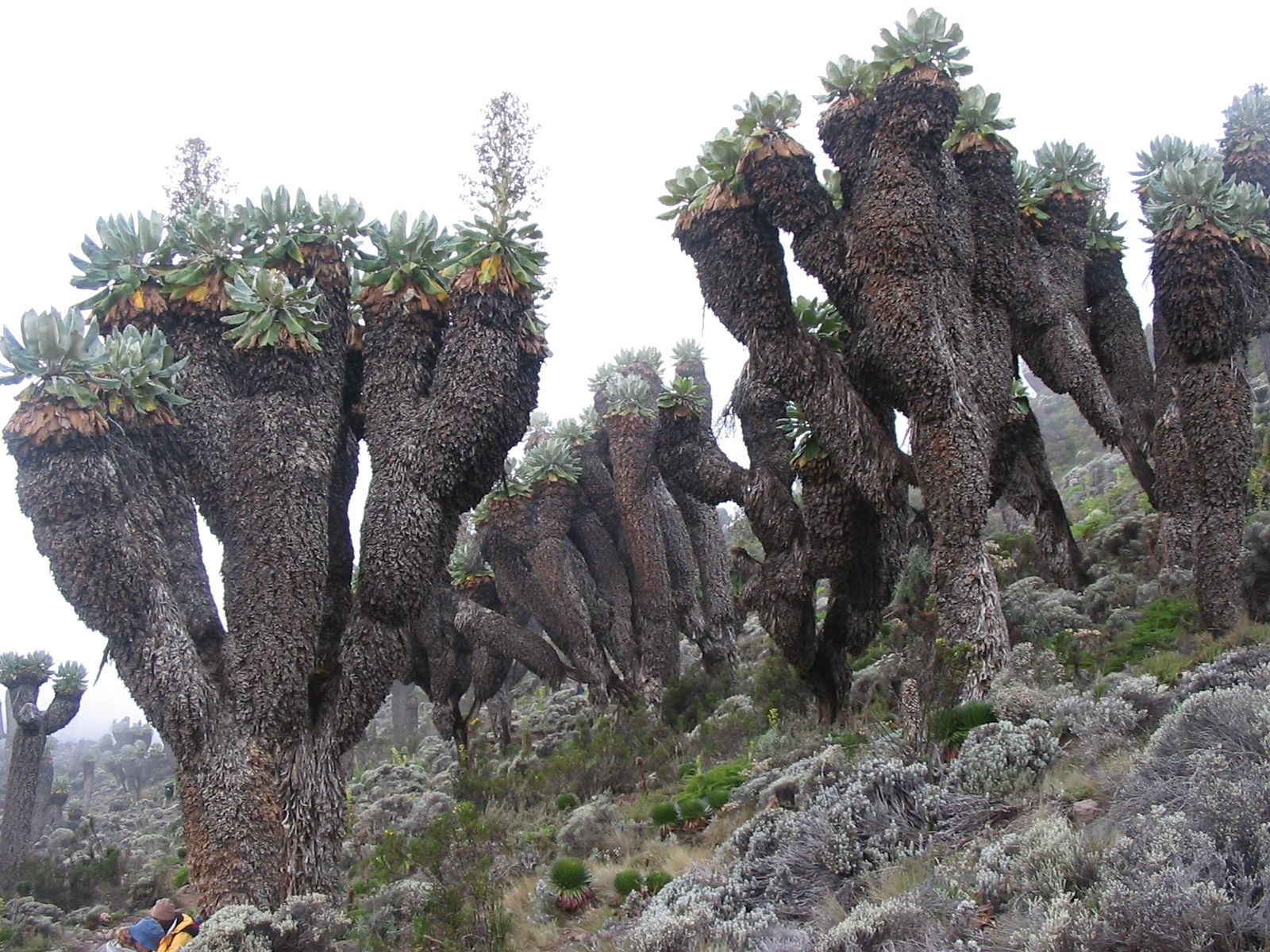
Lobelia

- Erika-Tufișuri  - până 10 m înălțime
- Conifere
- Ragout - 5 – 6 m înălțime
- Liane
- Lobelia
- Mușchi
- Măslini
- Orhidee
- Palmieri
- Senezie uriașă
- Jneapăn
- Cedri

## Animale
Animalele mari sunt rare pe Kilimanjaro și sunt mai frecvente în pădurile și părțile inferioare ale muntelui. Elefanții și bivolii din Cap sunt printre animalele care pot fi potențial periculoase pentru drumeții. De asemenea, au fost raportate Bushbucks, cameleoni, dik-diks, duikers, manguste, sunbirds și warthogs. Zebre, leoparzi și hiene au fost observate sporadic pe platoul Shira. Speciile specifice asociate cu muntele includ scorbia Kilimanjaro și cameleonul

## Români pe Kilimandjaro
Primul român care a escaladat Kilimandjaro a fost alpinistul David Neacșu.
În anul 1994, el a condus prima expediție românească spre vulcan și a realizat recordul mondial de viteză în ascensiune.
În 1998 s-a realizat primul documentar românesc despre ascensiunea pe Kilimandjaro și pe muntele Kenya.
Actualmente mai multe agenții de turism din România organizează anual expediții pe „Acoperișul Africii”.

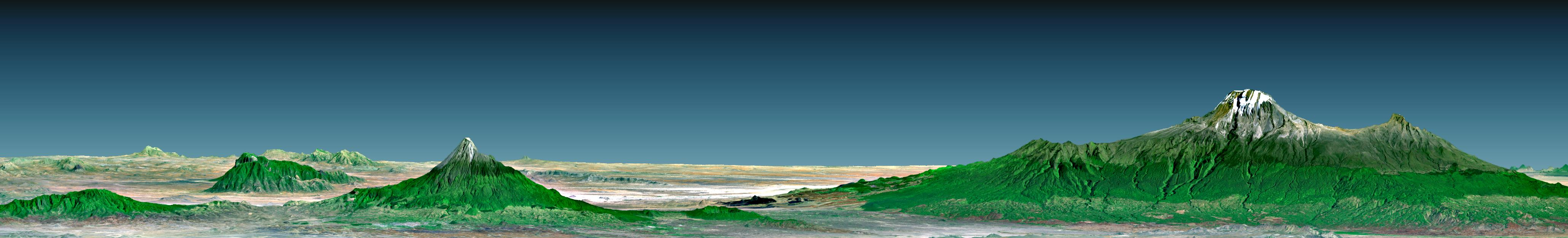
Masivul Kilimandjaro

## Galerie foto

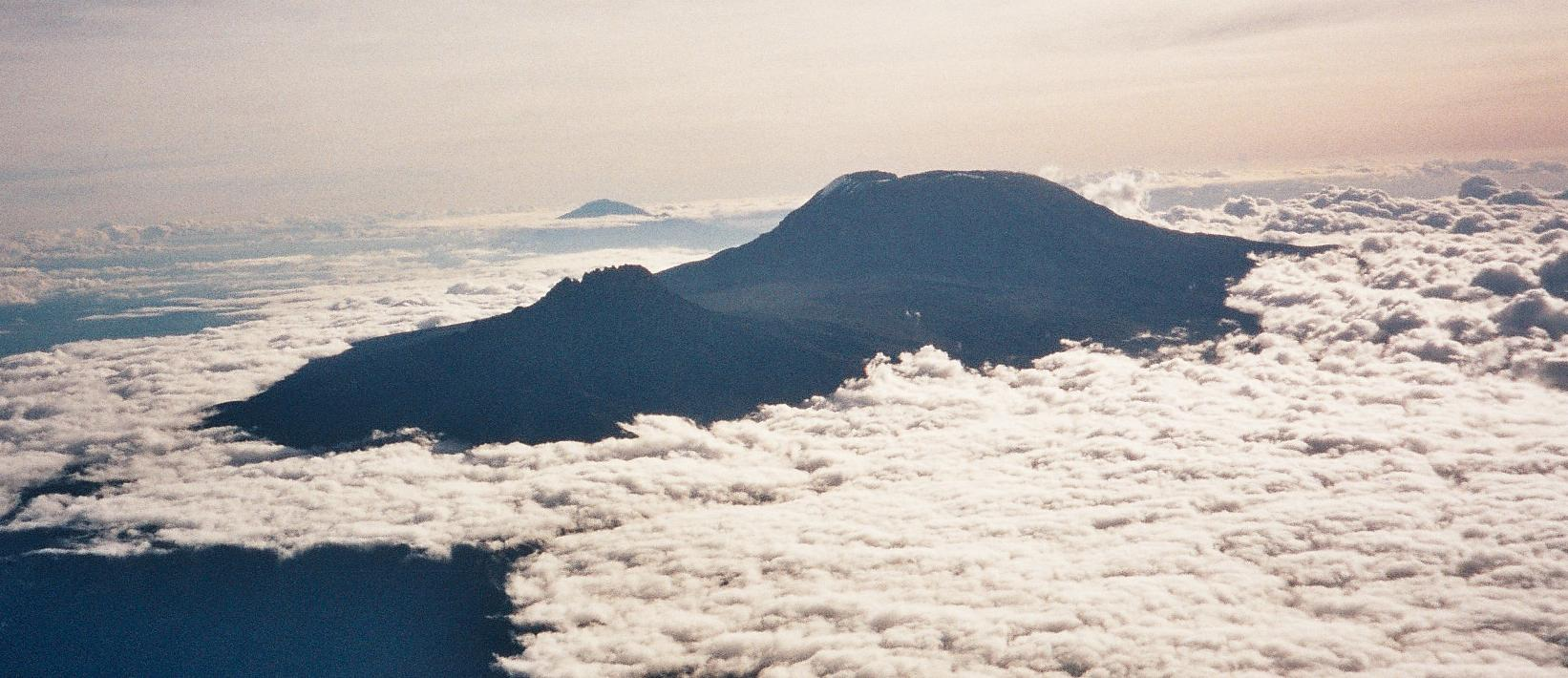
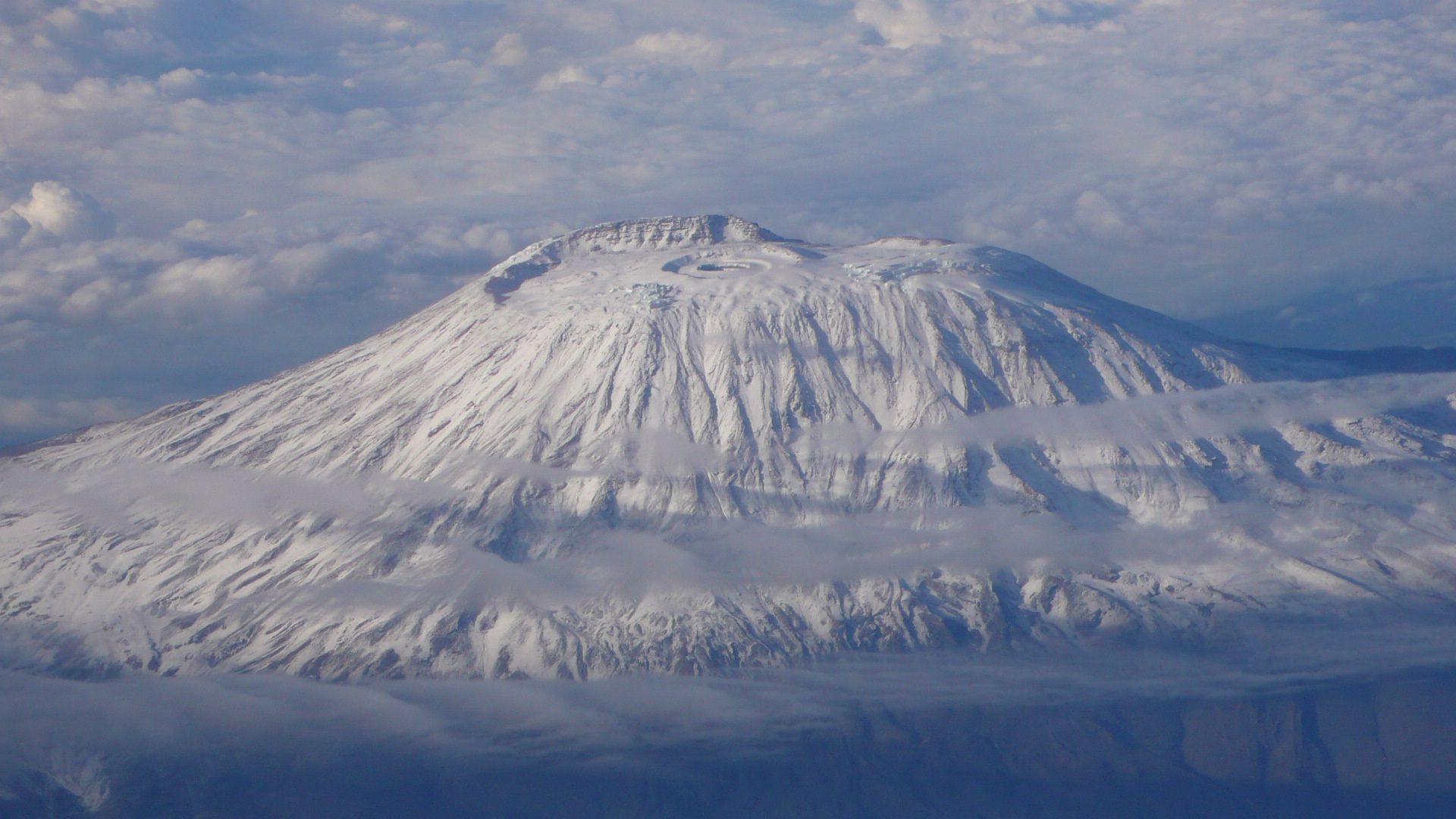
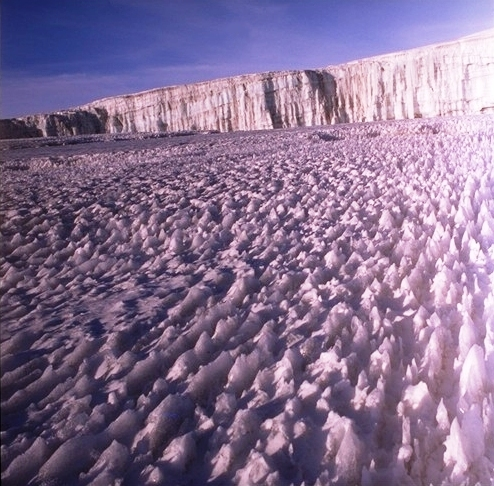